# Agrostis insularis
Agrostis insularis är en gräsart som beskrevs av Sulma Zulma E. Rúgolo de Agrasar och Ana María Molina. Agrostis insularis ingår i släktet ven, och familjen gräs. Inga underarter finns listade i Catalogue of Life.